# Signo de la rata
La rata (Chino:鼠, shǔ) en la astrología china, era bienvenida en tiempos antiguos como un protector y traedor de prosperidad material. Es el primero de los animales del ciclo de 12 años que aparece en el zodíaco chino relacionado al calendario chino. La Rata es asociada con la inteligencia, la astucia, la agresión, la riqueza, el carisma y el orden, pero también con la muerte, la guerra, lo oculto, la pestilencia y las atrocidades. Este roedor todavía es considerado como un animal respetable en la India e incluso en China. En las culturas occidentales, en cambio, llamar así a una persona significa de forma metafórica y negativa "inmundo", es decir despreciable y no grato. 
En la ciudad de Deshnoke, al noroeste de la India, se mantienen unas 20.000 ratas con vida en el templo de Karni Mata, porque según la creencia popular son las reencarnaciones de Karni Mata y sus seguidores, los sadhus, hombres santos del hinduismo, muy parecidos a lo que llamamos gurú. El sacerdote encargado del templo las alimenta con granos y leche, y los peregrinos también participan en esta labor. El comer alimentos ofrecidos a estos santos y ser tocados por una de las ratas se considera una bendición de su dios entre sus feligreses. En la mitología hindú, una rata es el vehículo del dios Ganesha. Además también corresponde al año del Ratón, otro roedor de la misma especie aunque más pequeño que fue incorporado al horóscopo.

## Compatibilidad
De acuerdo a las creencias del horóscopo chino, el nativo de la Rata se lleva bien con otros signos en quienes encuentra gente fuerte, de confianza y capaces de apreciar la devoción que les puede ofrecer. También los poderosos nativos del año del Dragón, son compatibles con la Rata, quien además hallará inteligencia y atracción por la Rata, y puede establecer con ella alianzas favorables. Como el poder y el brillo le fascinan, la Rata caerá siempre presa del irresistible encanto del Mono. Tiene afinidad con la destreza con que este hace las cosas y el Mono, a su vez, se regocijará al encontrar en la Rata su propia longitud de onda, la astucia. Y en otros aspectos tendrá una fuerte compatibilidad con el Perro y el Buey.

## Incompatibilidad
El horóscopo chino dice, en cambio, que la rata tendrá muchos conflictos con la gente nacida bajo el signo del Caballo, demasiado independiente para la modalidad de la Rata. Se dice que también podría ser muy inestable la relación con una Cabra.

## Años y los cinco elementos
Más información: Ciclo sexagesimal chino
Se puede decir que la gente nacida durante estos intervalos de tiempo, han nacido en el "Año de la rata":
| Fecha de inicio       | Fecha de final        | Elemento    |
| --------------------- | --------------------- | ----------- |
| 26 de enero de 1900   | 4 de febrero de 1901  | Metal (金)  |
| 9 de febrero de 1912  | 21 de enero de 1913   | Agua (水)   |
| 5 de febrero de 1924  | 23 de enero de 1925   | Madera (木) |
| 24 de enero de 1936   | 10 de febrero de 1937 | Fuego (火)  |
| 10 de febrero de 1948 | 28 de enero de 1949   | Tierra (土) |
| 28 de enero de 1960   | 14 de febrero de 1961 | Metal (金)  |
| 15 de febrero de 1972 | 2 de febrero de 1973  | Agua (水)   |
| 2 de febrero de 1984  | 19 de febrero de 1985 | Madera (木) |
| 19 de febrero de 1996 | 6 de febrero de 1997  | Fuego (火)  |
| 7 de febrero de 2008  | 25 de enero de 2009   | Tierra (土) |
| 25 de enero de 2020   | 11 de febrero de 2021 | Metal (金)  |
| 11 de febrero de 2032 | 30 de enero de 2033   | Agua (水)   |
| 30 de enero de 2044   | 16 de febrero de 2045 | Madera (木) |
| 15 de febrero de 2056 | 3 de febrero de 2057  | Fuego (火)  |
| 3 de febrero de 2068  | 22 de enero de 2069   | Tierra (土) |
| 22 de enero de 2080   | 8 de febrero de 2081  | Metal (金)  |
| 7 de febrero de 2092  | 26 de enero de 2093   | Agua (水)   |